# Jošanički Prnjavor
Jošanički Prnjavor (en serbe cyrillique : Јошанички Прњавор) est un village de Serbie situé sur le territoire de la ville de Jagodina, district de Pomoravlje. Au recensement de 2011, il comptait 36 habitants.

## Démographie
| 1948 | 1953 | 1961 | 1971 | 1981 | 1991 | 2002 | 2011 |
| ---- | ---- | ---- | ---- | ---- | ---- | ---- | ---- |
| 188  | 180  | 175  | 154  | 90   | 63   | 45   | 36   |

|  |